# Torsten Svartengren
Torsten Hildebrand Svartengren, född 10 september 1847 i Södra Finnskoga socken, Värmlands län, död 12 maj 1920 i Umeå, var en svensk präst. Han var sonson till riksdagsmannen Peter Svartengren och far till Hilding och Einar Svartengren.
Svartengren avlade 1869 avgångsexamen vid Karlstads högre allmänna läroverk, studerade en tid vid Uppsala universitet och ägnade sig därefter under en följd av år åt huvudsakligen enskild predikoverksamhet. År 1880 erhöll han dispens från akademiska examina för inträde i prästämbetet och prästvigdes samma år för anställning inom Härnösands stifts lappmarksförsamlingar samt förordnades kort därefter att vara föreståndare för statens lapska småskoleseminarium, som vid denna tid var förlagt till Mattisudden inom Jokkmokks församling. År 1888 blev han komminister i Nederluleå församling och 1899 kyrkoherde i Umeå stadsförsamling.
Svartengren gjorde sig känd som en renlärig evangelisk-luthersk predikant och utövade därjämte en rätt omfattande skriftställarverksamhet. Under striderna med P.P. Waldenström om försoningsläran uppträdde han som försvarare av den kyrkliga uppfattningen, bland annat i skriften Det är fullkomnadt (fjärde upplagan 1916). Av andra skrifter kan nämnas Hvad synes dig om Gud och dig själf? (1897), Det evangelisk-lutherska sakramentsbegreppet (1898) och Af Gud till Gud (1899). Åren 1890–1891 redigerade han tidskriften Fridsrösten. Han utgav en ABC-bok på samiska språket, redigerade en ny upplaga av samiska psalmboken och upplagor av flera samiska läroböcker samt deltog i översättningen av Nya testamentet till samiska.